# 厦门大学出版社
厦门大学出版社（英語：Xiamen University Press），全称厦门大学出版社有限责任公司。成立于1985年5月7日，是教育部主管，厦门大学主办的出版社，也是目前福建唯一一家大学出版社。
厦门大学出版社和鹭江出版社是厦门本土仅存的两家图书出版社。

## 简介
1985年5月7日，厦门大学出版社正式成立。黄厚哲教授为社长兼总编辑，钟同德教授、刘熙钧教授和陈逸光教授三人为副总编辑。同年11月出版其第一本图书，由清代蒋毓英撰，陈碧笙校注的《台湾府志校注》 。
1991年4月出版首批《南强丛书》。目前共出版6辑。
1997年7月在华东地区大学出版社工作研究会年会上，陈天择（时任出版社社长）首次提出“把出版社办成一个温馨的家”。
2005年1月21日，厦大出版社与九州出版社联合出版的《台湾文献汇刊》首发式在北京人民大会堂北京厅举行。
2006年4月21日，时任国家主席胡锦涛访问美国期间，向耶鲁大学图书馆赠送厦大出版社与九州出版社联合出版的《台湾文献汇刊》。
2009年，厦大出版社从厦门大学校内的旧址搬到了环境优美、充满现代气息的厦门软件园二期。同年，被评为“国家一级出版社”、“全国百佳图书出版单位”。
2009年10月27日-11月2日，由厦门大学出版社承办的第22届全国大学出版社订货会在厦门国际会展中心举行。
2012年，出版社完成改制工作，更名为“厦门大学出版社有限责任公司”。
2014年，厦大出版社跻身“2013中国图书世界影响力出版100强”。
2017年12月8日，郑文礼教授任新一届厦门大学出版社社长。

## 现状
今天的厦大出版社有6000平方米自主产权的办公楼和库房，在岗员工近80人，并拥有图书出版、电子出版、网络出版等多项出版权，出版物涵盖人文社会科学、自然科学、技术科学及地方特色文化等众多学科门类。
现任社长是郑文礼，总编辑为宋文艳。

## 荣誉
- 1987年 《毛泽东思想与中国文化传统》获第二届中国图书奖荣誉奖
- 1995年 《税利分流研究》获第九届中国图书奖
- 1996年 《膜分子生物学》获第十届中国图书奖
- 2004年 《透视中国东南:文化经济的整合研究》获第十四届中国图书奖
- 2009年 厦大出版社被评为“国家一级出版社”、“全国百佳图书出版单位”
- 2010年 《东亚华人社会的形成和发展:华商网络、移民与一体化趋势》获第二届中国出版政府奖提名奖
- 2015年 《城镇化大转型的金融视角》获第五届中华优秀出版物奖提名奖